# Bernhard von Gemmingen
Bernhard von Gemmingen (* 1448; † 1518 in Tiefenbronn) war ein früher Vertreter der Familie von Gemmingen-Steinegg. Er hatte Besitz in Steinegg und Tiefenbronn und zählte 1483 zu den Neugründern der Gesellschaft mit dem Esel.

## Leben
Er war ein Sohn des badischen Landhofmeisters Diether von Gemmingen (1398–1478) und der Agnes von Sickingen († 1478). Nach der vorübergehenden Gefangennahme seines Vaters in der Schlacht bei Seckenheim 1462 durch die Kurpfalz trat er in veldenzische und leiningensche Dienste, um gegen die Kurpfalz ins Feld ziehen zu können, wo er jedoch wenig erfolgreich war. 1478 unterschrieb er mit seinem Bruder Otto († 1517) bei der Neugründung der Gesellschaft mit dem Esel. 1484 war er beim Turnier in Stuttgart, 1485 in Ansbach. Er starb 1517 und ist in Tiefenbronn begraben, wo sein Grabmal zu den bedeutenden Grabmalen der Kirche St. Maria Magdalena zählt.

## Familie
Bernhard war mit Anna Truchsess von Bichishausen († 1510) verheiratet. Sein Bruder Otto († 1517) hatte nur Töchter hinterlassen, von denen Bernhards Söhne Dietrich und Otto das Erbe des Onkels erwarben. Die Söhne teilten 1519 den gemeinsamen Besitz, damit teilte sich mit ihnen auch die Linie Steinegg in die Äste Steinegg und Mühlhausen.
Nachkommen:
- Helena († 1538) ⚭ Heimeran von Nothafft zu Beihingen
- Ursula ⚭ Conrad von Walstein
- Dietrich VIII. († 1542) ⚭ Katharina von Neuhausen (1481–1563), 1. Ast (Steinegg)
- Otto (1475–1558) ⚭ Maria Güß von Güssenberg († 1572), 2. Ast (Mühlhausen)